# Astragalus edulis
Astragalus edulis är en ärtväxtart som beskrevs av Aleksandr Andrejevitj Bunge. Astragalus edulis ingår i släktet vedlar, och familjen ärtväxter. Inga underarter finns listade i Catalogue of Life.

## Bildgalleri

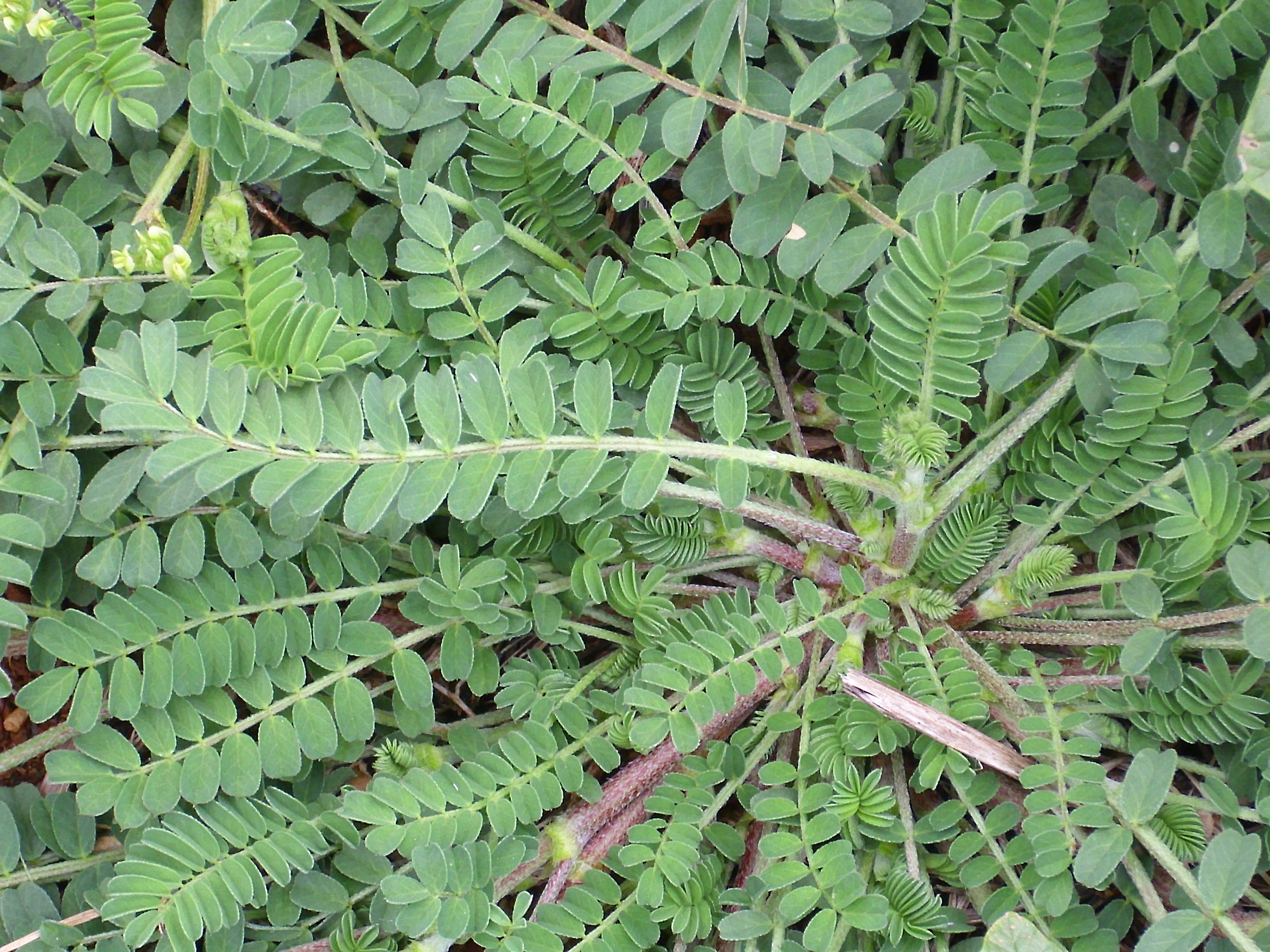